# Untamojärvi
Untamojärvi är en sjö i Finland. Den ligger i kommunen Rautjärvi i landskapet Södra Karelen, i den sydöstra delen av landet, 260 km nordost om huvudstaden Helsingfors. Untamojärvi ligger 95,9 meter över havet. Den är 14,45 meter djup. Arean är 1,19 kvadratkilometer och strandlinjen är 8,1 kilometer lång. Sjön  ingår i Vuoksens huvudavrinningsområde.   I omgivningarna runt Untamojärvi växer i huvudsak blandskog. Den sträcker sig 1,5 kilometer i nord-sydlig riktning, och 1,3 kilometer i öst-västlig riktning.